# Liste der Biografien/Mild
Liste der Biografien |
Portal Biografien |
Personensuche
# |
A |
B |
C |
D |
E |
F |
G |
H |
I |
J |
K |
L |
M |
N |
O |
P |
Q |
R |
S |
T |
U |
V |
W |
X |
Y |
Z |
?
 
Ma |
Mb |
Mc |
Md |
Me |
Mf |
Mg |
Mh |
Mi |
Mj |
Mk |
Ml |
Mm |
Mn |
Mo |
Mp |
Mq |
Mr |
Ms |
Mt |
Mu |
Mv |
Mw |
Mx |
My |
Mz
 
Mia |
Mib |
Mic |
Mid |
Mie |
Mif |
Mig |
Mih–Mik |
Mil |
Mim |
Min |
Mio |
Mip |
Miq |
Mir |
Mis |
Mit |
Miu |
Miv |
Miw |
Mix |
Miy |
Miz
 
Mila |
Milb |
Milc |
Mild |
Mile |
Milf |
Milg |
Milh |
Mili |
Milj |
Milk |
Mill |
Milm |
Miln |
Milo |
Milq |
Milr |
Mils |
Milt |
Milu |
Milv |
Milw |
Mily |
Milz
Die Liste der Biografien führt alle Personen auf, die in der deutschsprachigen Wikipedia einen Artikel haben. Dieses ist eine Teilliste mit 76 Einträgen von Personen, deren Namen mit den Buchstaben „Mild“ beginnt.

## Mild
- Mild, Håkan (* 1971), schwedischer Fußballspieler und -funktionär
- Mild, Hans (1934–2007), schwedischer Fußball- und Eishockeyspieler

### Milda
- Mildau, Timo (* 1992), deutscher Politiker (CDU)

### Mildb
- Mildbraed, Johannes (1879–1954), deutscher Botaniker
- Mildbrandt, Christian (1960–2014), deutscher Grafiker und Illustrator

### Milde
- Milde, Albert (1839–1904), österreichischer Kunstschlosser und Unternehmer
- Milde, Carl Julius (1803–1875), Zeichenlehrer am Katharineum zu Lübeck
- Milde, Engelbert (1885–1951), deutscher Sänger und Kabarettist
- Milde, Franz (1864–1926), deutscher Knappschaftsjurist in Oberschlesien
- Milde, Franz von (1855–1929), deutscher Sänger (Bariton) und Gesangsprofessor
- Milde, Gerald (1932–2023), deutscher Geologe und Hochschullehrer
- Milde, Gottfried junior (* 1963), deutscher Politiker (CDU), MdL
- Milde, Gottfried senior (1934–2018), deutscher Rechtsanwalt und Politiker (CDU), MdL
- Milde, Hans Feodor von (1821–1899), österreichischer Opernsänger (Bariton) und Ehemann der Sängerin Rosa Agthe
- Milde, Hellmuth (1941–2023), deutscher Ökonom
- Milde, Horst (1933–2023), deutscher Politiker (SPD), MdLHorst Milde (1933–2023)

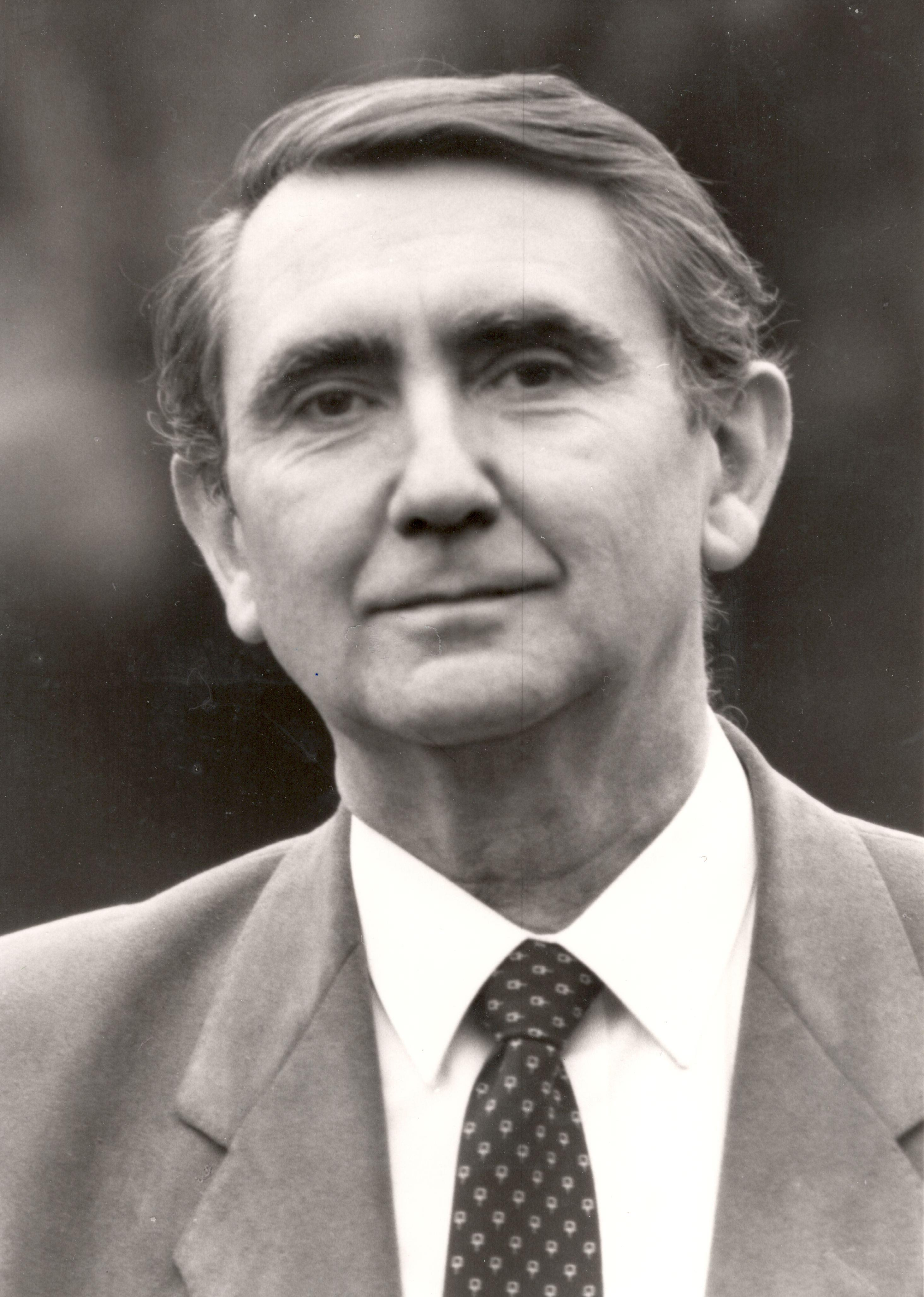
Horst Milde (1933–2023)

- Milde, Horst (* 1938), deutscher Marathonorganisator
- Milde, Julius (1824–1871), deutscher Botaniker
- Milde, Karl August (1805–1861), deutscher Unternehmer und Politiker
- Milde, Kurt (1932–2007), deutscher Hochschullehrer und Architekt
- Milde, Lothar (* 1934), deutscher Leichtathlet und Olympiamedaillengewinner
- Milde, Ludwig (1849–1913), tschechischer Fagottist und Komponist
- Milde, Manfred (* 1948), deutscher Fußballspieler
- Milde, Maria (1921–2005), deutsche Schauspielerin, Synchronsprecherin, Autorin und Sängerin
- Milde, Max Josef (1922–2016), deutscher Militär
- Milde, Michael (* 1948), deutscher Radrennfahrer
- Milde, Natalie von (1850–1906), deutsche Schriftstellerin und Frauenrechtlerin
- Milde, Oliver (* 1993), deutscher Handballspieler
- Milde, Paul (* 1995), deutscher Fußballspieler
- Milde, Rocco (* 1969), deutscher Fußballspieler und -trainer
- Milde, Rosa von (1827–1906), deutsche Opernsängerin (Sopran) und Gesangspädagogin
- Milde, Stephanie (* 1988), deutsche Fußballspielerin
- Milde, Tino (* 1972), deutscher Fußballspieler
- Milde, Ulrich, deutscher Schauspieler und Regisseur
- Milde, Vincenz Eduard (1777–1853), österreichischer Pädagoge; Bischof von Leitmeritz; Erzbischof von Wien
- Milde, Wolfgang (1934–2011), deutscher Bibliothekar und Handschriftenwissenschaftler
- Milde-Meißner, Hansom (1899–1983), deutscher Komponist
- Milden, Friedrich (1801–1873), deutscher Verwaltungsbeamter
- Mildenberg, Grete (1902–1969), deutsche Arbeiterin und Politikerin (KPD), MdR
- Mildenberg, Leo (1913–2001), deutscher Numismatiker, Münzhändler und Antikensammler
- Mildenberg-Maler, griechisch-frühkorinthischer Vasenmaler des schwarzfigurigen Stils
- Mildenberger, Christian (* 1984), deutscher Politiker (CDU)
- Mildenberger, Felix (* 1990), deutscher DirigentFelix Mildenberger (* 1990)

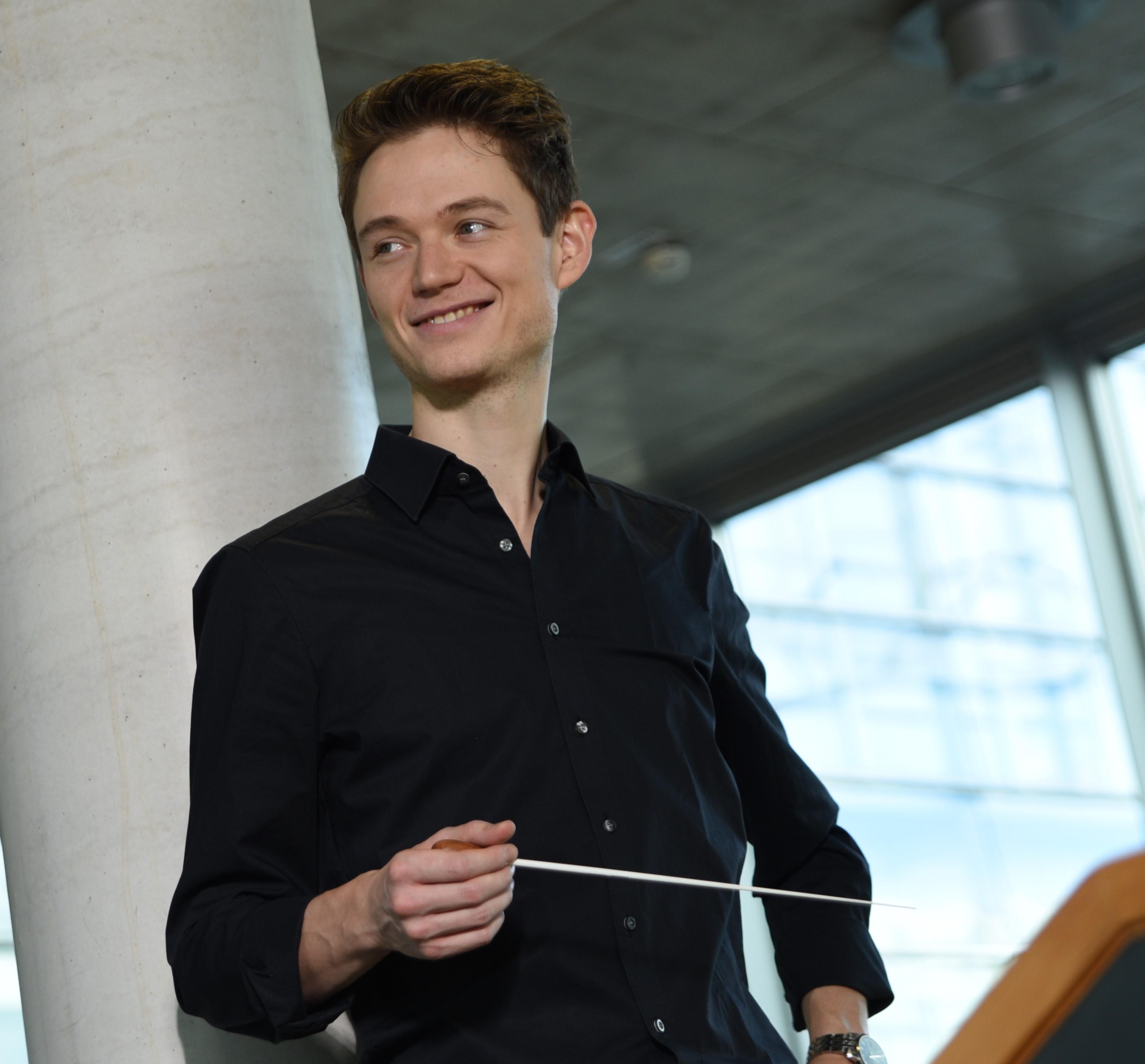
Felix Mildenberger (* 1990)

- Mildenberger, Florian G. (* 1973), deutscher Privatgelehrter zu Medizingeschichte, Sexologie, Osteuropäische Studien
- Mildenberger, Friedrich (1929–2012), evangelisch-lutherischer Theologe und Professor für Systematische Theologie
- Mildenberger, Gerhard (1915–1992), deutscher Prähistoriker
- Mildenberger, Hermann (1932–2018), deutscher Kinderchirurg
- Mildenberger, Hermann (* 1955), deutscher Kunsthistoriker
- Mildenberger, Josef (1905–1959), deutscher Politiker (SPS, SPD)
- Mildenberger, Karl (1937–2018), deutscher BoxsportlerKarl Mildenberger (1937–2018)

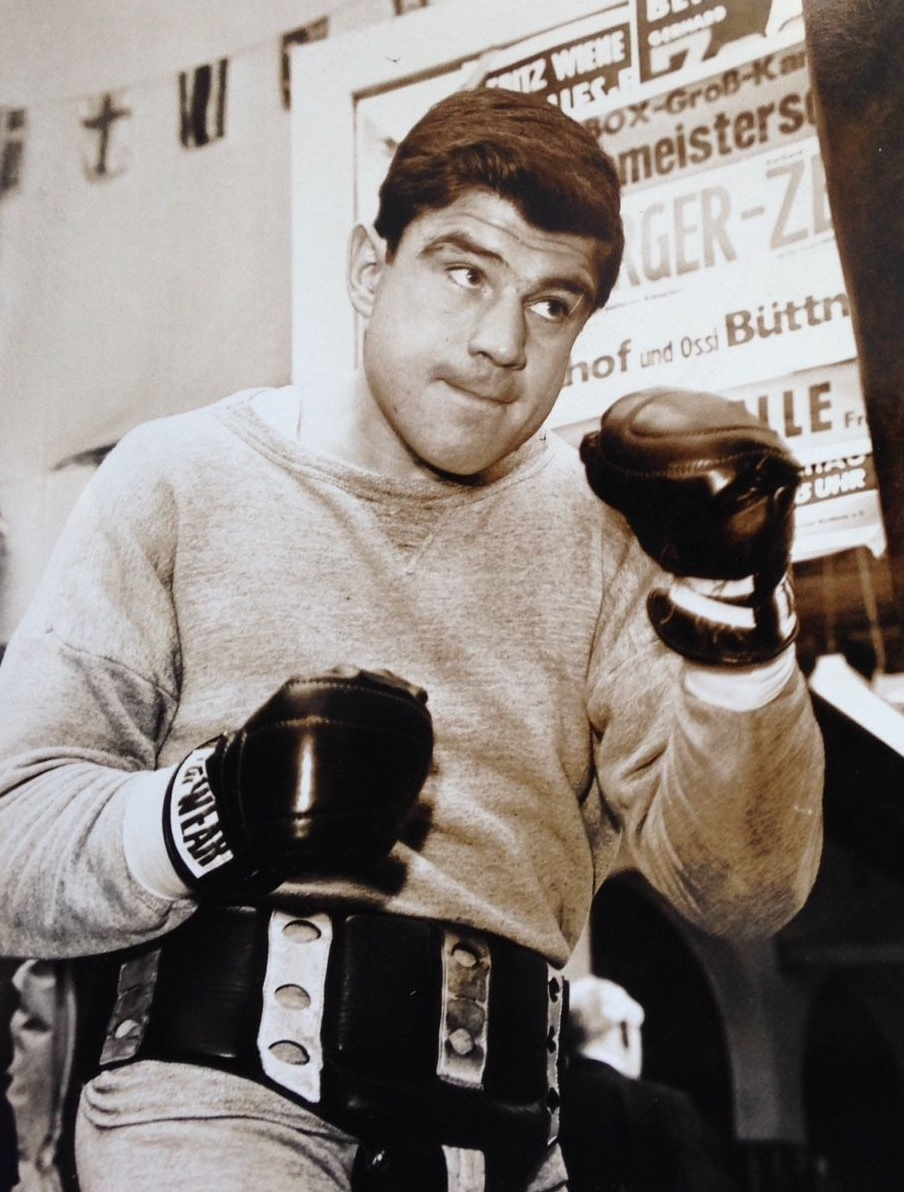
Karl Mildenberger (1937–2018)

- Mildenberger, Robert (* 1950), deutscher Leichtathlet
- Mildenberger, Tanja (* 1976), deutsche Verwaltungsjuristin und politische Beamtin
- Mildenberger, Wolfgang E. (1923–1989), deutsch-schweizerischer Schriftsteller und Hörspielautor
- Mildenburg, Anna von (1872–1947), österreichische Opernsängerin (Sopran) und gefeierte Wagner-Interpretin
- Mildenstein, Leopold von (1902–1968), deutscher Offizier, SS-Offizier mit Sympathien für den Zionismus
- Mildenstein, Wilhelm (1870–1933), deutscher evangelischer Geistlicher
- Mildenstrey, Richard (1884–1956), deutscher Politiker (KPD/SED), MdL Sachsen
- Milder, Andy (* 1969), US-amerikanischer Schauspieler und Synchronsprecher
- Milder, Egon (1942–1975), deutscher Fußballspieler und -trainer
- Milder, Joakim (* 1965), schwedischer Jazzsaxophonist
- Milder-Hauptmann, Anna (1785–1838), österreichische Opernsängerin (Sopran)
- Mildert, Johannes van († 1638), flämischer Bildhauer

### Mildh
- Mildh, Sven-Osvald (1930–2015), finnischer Sprinter und Hürdenläufer

### Mildn
- Mildner, Heinz (1908–1961), deutscher Schriftsteller
- Mildner, Johann Josef (1765–1808), Glasbläser, Glaskünstler
- Mildner, Klaus (* 1938), deutscher Politiker (CDU), MdB
- Mildner, Moritz (1812–1865), böhmischer Violinist, Orchesterleiter und Leiter des Prager Konservatoriums
- Mildner, Poldi (1913–2007), österreichisch-argentinische Pianistin und Klavierpädagogin
- Mildner, Reinhard, österreichischer Journalist und Autor
- Mildner, Rudolf (* 1902), österreichisch-deutscher Jurist, SS-Standartenführer und Abteilungsleiter im Reichssicherheitshauptamt

### Mildo
- Mildonian, Susanna (1940–2022), belgische Harfenistin
- Mildorfer, Josef Ignaz (1719–1775), österreichischer Maler

### Mildr
- Mildred von Minster († 734), englische katholische HeiligeMildred von Minster († 734)

Mildred von Minster († 734)

- Mildren, Frank T. (1913–1990), US-amerikanischer Offizier, General der US-Army
- Mildren, Jack (1949–2008), US-amerikanischer Footballspieler und Politiker

### Mildt
- Mildt, Martin († 2015), deutscher Turner